# Giải của Hiệp hội phê bình phim Toronto cho phim hoạt hình hay nhất
Giải của Hiệp hội phê bình phim Toronto cho phim hoạt hình hay nhất là một trong các giải thưởng hàng năm của Hiệp hội phê bình phim Toronto dành cho phim hoạt hình được bầu chọn là hay nhất.

## Các phim đoạt giải

### Thập niên 2000
| Năm  | Phim                                                      | Đạo diễn               |
| ---- | --------------------------------------------------------- | ---------------------- |
| 2003 | Finding Nemo                                              | Andrew Stanton         |
| 2004 | The Triplets of Belleville (Les triplettes de Belleville) | Sylvain Chomet         |
| 2005 | Wallace & Gromit: The Curse of the Were-Rabbit            | Steve Box và Nick Park |
| 2006 | Happy Feet                                                | George Miller          |
| 2007 | Ratatouille                                               | Brad Bird              |
| 2008 | WALL-E                                                    | Andrew Stanton         |
| 2009 | Fantastic Mr. Fox                                         | Wes Anderson           |